# Paulo (pai de Maurício)

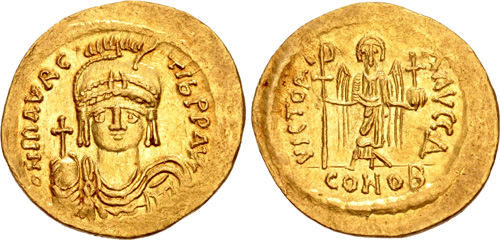
Soldo de Maurício r.

Paulo (em latim: Paulus) foi um nobre bizantino do século VI, ativo durante o reinado de seu filho, o imperador Maurício (r. 582–602).

## Vida
Paulo provavelmente era nativo de Arabisso, na Capadócia. A data de seu nascimento, contudo, é desconhecida, mas quando foi registrado no fim do século VI, já era idoso. O nome de sua esposa é desconhecido, mas se sabe que era pai de Górdia, Maurício, Pedro e Teoctista. Foi chamado em Constantinopla para presenciar a ascensão de Maurício em 582 e se sabe que esta foi a primeira vez que visitou a corte. Também esteve presente no casamento do imperador com Constantina. Maurício deu a ele e a seu irmão Pedro a vasta fortuna que pertencia a Marcelo, o irmão de Justino II (r. 565–578).
Paulo também recebeu uma casa em Constantinopla situada perto do palácio e da igreja. Em data incerta, talvez ainda em 582, foi nomeado protopatrício e chefe do senado. Em 587, foi destinatário de uma carta de Quildeberto II e sua carta fazia parte de um grupo de epístolas recebidas por dignitários do Oriente que pretendiam estabelecer laços amigáveis entre o Império Bizantino e os francos na Gália. Faleceu em 593, quando ainda detinha suas posições, e foi sepultado próximo das tumbas dos imperadores.